# Mula de hilar

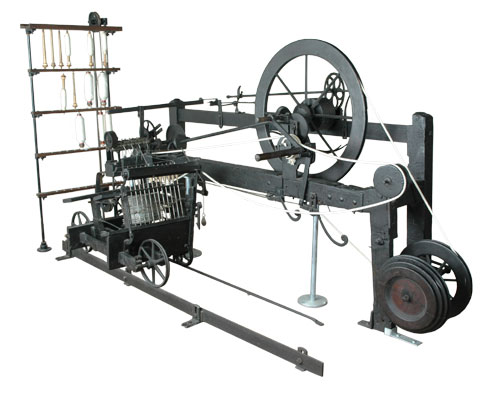
Único ejemplar existente de una Spinning mule o mula de hilar del inventor Samuel Crompton

La mule de hilar (en inglés Spinning mule), también conocida en un principio como «hiladora de muselina» «hiladora Hall-i'-th'-Woodes», fue una máquina utilizada para hilar algodón y otras fibras. Fueron utilizadas extensamente desde finales del siglo XVIII hasta principios del siglo XX en las fábricas de Lancashire y de otros lugares. Las 'mulas' fueron trabajadas en pares por un mentor, con la ayuda de dos niños: el pequeño «piecer» y el «piecer» grande o lateral. El carro transportaba hasta 1,320 husos y podía medir 46 m de longitud y avanzar y retroceder una distancia de 1,5 m cuatro veces por minuto. Fue inventada entre 1775 y 1779 por Samuel Crompton. La mula de acción automática conocida como «selfactina» fue patentada por Richard Roberts en 1825. En su punto más alto, solo en Lancashire había 50 millones de husos accionados por mulas de hilar. Versiones modernas todavía siguen utilizándose para hilados de lana de fibras nobles, como cachemira, merino ultrafino y alpaca para el mercado de tejidos de punto.
La 'mula' hace girar las fibras textiles en el hilo por un proceso intermitente. En el trabajo de estiramiento, la mecha se lanza a través de carretes y se retuerce; en el retorno se enrolla en el husillo. Su rival, el bastidor de Throstle o el bastidor de anillo, utiliza un proceso continuo, donde los procesos de trefilar, retorcer y enrollar se llevaban a cabo simultáneamente; su nombre «derivaba del ruido o zumbido que producía». La 'mula' fue la máquina de hilar más común desde 1790 hasta alrededor de 1900 y todavía se usaba para hilos finos, hasta principios los años ochenta. En 1890, una fábrica de algodón típica tenía más de 60 'mulas', cada una con 1.320 husos, que funcionaban cuatro veces por minuto durante 56 horas a la semana.

## Historia
Antes de la década de 1770, la producción textil fue una industria artesanal que utilizaba lino y lana. Tejer era una actividad familiar, los niños y las mujeres cardaban la fibra: dividían y limpiaban la pelusa desorganizada en paquetes largos. Las mujeres después convertirían estos ásperos mechones en hilos enrollados en un huso. El tejedor masculino usaría un telar de bastidor para tejer esto en tela. Después era extendido al sol para blanquearlo. La invención de John Kay de la lanzadera volante hizo que el telar fuera dos veces más productivo, con lo que se consiguió que la demanda de hilos de algodón excediera ampliamente al que los hiladores tradicionales podían suministrar.
Había dos tipos de rueda giratoria: la rueda simple, que usa un proceso intermitente, y la rueda de Sajonia más refinada, que impulsaba un eje diferencial y un volante con un golpe -un aparato que guía el hilo a los rodillos- en un proceso continuo. Estas dos ruedas se convirtieron en el punto de partida del desarrollo tecnológico. Empresarios como Richard Arkwright emplearon inventores para encontrar soluciones que aumentaran la cantidad del hilado, y luego obtuvieron las patentes correspondientes.
La Spinning Jenny permitió que un grupo de ocho husos operaran juntos. Se reflejó en la rueda simple. Una rueda giraba rápidamente cuando el bastidor era empujado hacia atrás, y los husos giraban, torciendo las mechas en hilo y recogiendo a los carretes. La «Jenny giratoria» era efectiva y podía manejarse a mano, pero producía un hilo más débil que únicamente podía usarse para la parte de la trama de la tela. —Porque la trama de un lado al otro no debe tensarse en un telar así como la urdimbre, que en general puede ser menos resistente-. Continuó de uso común en la industria del algodón, hasta aproximadamente 1810.
El aumento de la oferta de la evolución de la muselina inspirado en el diseño de telar mecánico, como el de Edmund Cartwright. Hizo que algunos hiladores y tejedores de telas manuales se opusieran a la amenaza percibida para el trabajo que constituía su alimento: hubo disturbios que rompieron los acuerdos y, entre 1811 y 1813, los disturbios luditas, el grupo protestaba por el uso de maquinaria de «una manera fraudulenta y engañosa» para evitar prácticas laborales estándares. Los trabajos preparatorios y asociados permitieron la ocupación de muchos niños hasta que se reglamentó.
La 'mula' manual fue un avance en la producción de hilo y las máquinas fueron copiadas por Samuel Slater, quien fundó la industria del algodón en Rhode Island. El desarrollo durante el próximo siglo y medio dio lugar a una 'mula automática y a un hilo más fino y resistente. El bastidor de anillo, originado en Nueva Inglaterra en la década de 1820, fue poco utilizado en Lancashire hasta la década de 1890. Requería más energía y no podía producir los mejores recuentos.

## La primera 'mula'

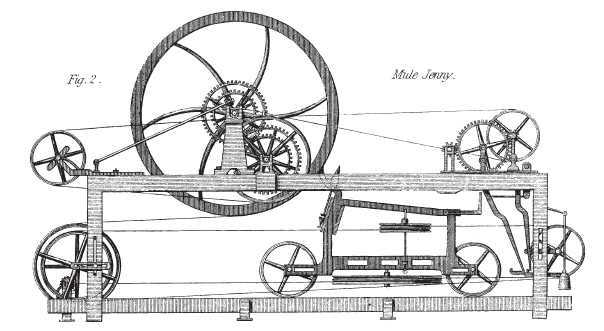
Una de las primeras 'mulas' giratorias: mostrando el engranaje del cabezal.

Samuel Crompton inventó la mula giratoria en 1779, nombrada así porque es un híbrido del bastidor hidráulico de Richard Arkwright y la Spinning Jenny de James Hargreaves, así como la mula es el producto del cruce de una hembra con un burro macho. La 'mula' giratoria tiene un bastidor fijo con una cesta de bobinas cilíndricas para sostener la mecha, conectada mediante el clavijero a un carro paralelo con los husos. En el movimiento hacia afuera, las mechas van a través de rodillos atenuadores y se retuercen. Al regreso, se sujeta y los husos se invierten para tomar el hilo acabado de hilar. Crompton construyó su 'mula' de madera. Aunque usó las ideas de Hargreaves de hilar múltiples hilos y de atenuar la mecha con rodillos, fue él quien colocó los husos al carro y fijó una cesta de bobinas en e] bastidor. Tanto los rodillos como el movimiento hacia fuera del carro eliminan las irregularidades antes de que se bobine al eje del pequeño huso. Cuando las patentes de Arkwright expiraron, la 'mula' fue desarrollada por varios fabricantes. La primera 'mula' de Crompton tenía 48 husos y podía hilar en un mismo movimiento de 30 a 1 000 hilos al mismo tiempo. Esto exigió una velocidad de giro de 1.700 rpm y una potencia de entrada de 1/16 CV.

### Mejoras
La máquina de Crompton estaba hecha principalmente de madera, utilizando bandas y poleas para los movimientos de conducción. Después de que su máquina fuera pública, tuvo poco que ver con su desarrollo. Henry Stones, un mecánico de Horwich, construyó una 'mula' con engranajes dentados y, lo que es más importante, rodillos metálicos.Marsden, 1884, p. 119 Baker of Bury trabajó en la batería, y Hargreaves usó el desplazamiento paralelo para conseguir una aceleración y deceleración más suaves.
En 1793, John Kennedy estaba abordando el problema de los recuentos finos. Con estos recuentos, los ejes a la vuelta de regreso necesitaban girar más rápido que en la poligonal hacia fuera. Adjuntó engranajes y un embrague para conseguir este movimiento.
William Eaton, en 1818, mejoró el arrollamiento del hilo al usar dos cables y realizar un retroceso al final de la poligonal hacia fuera. Todas estas 'mulas' habían sido trabajadas por la fuerza física de los operarios. La siguiente mejora fue una mula completamente automática.

### Selfactina de Roberts

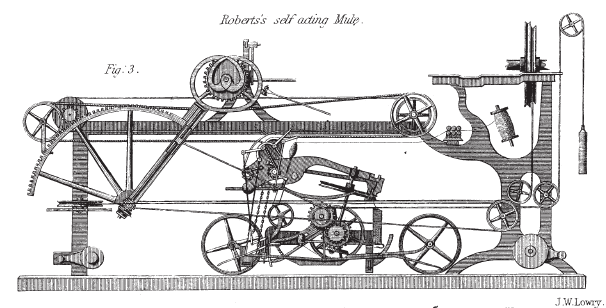
Una selfactina Roberts: diagrama de 1835 que muestra el engranaje en la cabecera.

Richard Roberts sacó una primera patente de la selfactinas (adaptación de "self-acting machine") en 1825 y una segunda en 1830. El trabajo que se había propuesto era diseñar una 'mula' automática. Roberts también es conocido por su «Telar Roberts», que fue muy utilizado debido a su fiabilidad. La 'mula' en 1820 todavía necesitaba ayuda para hacer girar un hilo consistente; una 'mula' de acción propia necesitaría:
- Un mecanismo de inversión que desarrollara una espiral de hilo en la parte superior de cada eje, antes de empezar a enrollar un nuevo estiramiento.
- Un cable Faller que aseguraría que el hilo se enrolla en una forma definida anticipadamente.
- Un aparato para variar la velocidad de revolución del eje, de acuerdo con el diámetro del hilo en este pequeño huso.

La velocidad del pequeño huso estaba controlada por un tambor y cuerdas pesadas, cuando el cabezal se movía, las cuerdas retorcían el tambor, que al usar una rueda dentada giraba los husos. Nada de esto habría sido posible utilizando la tecnología de la época de Samuel Crompton, cincuenta años antes.

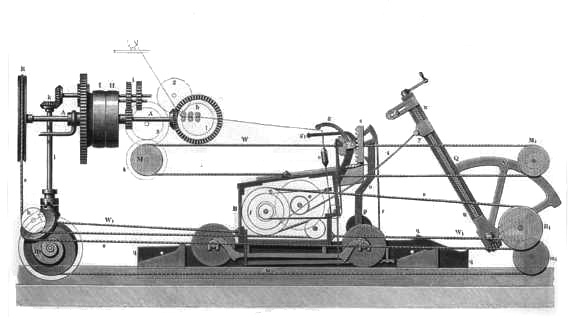
Sección transversal 1882
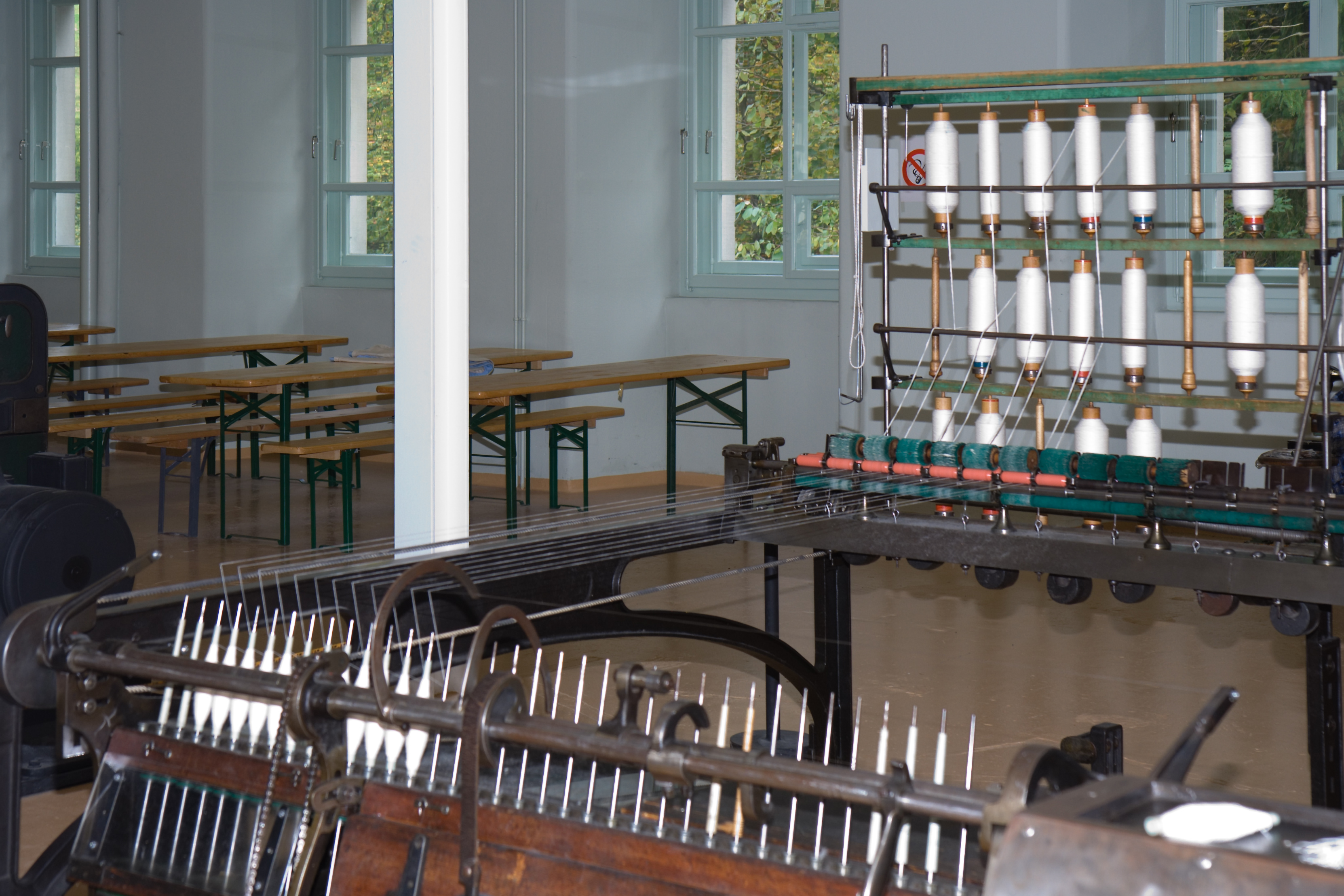
Travesía hacia afuera
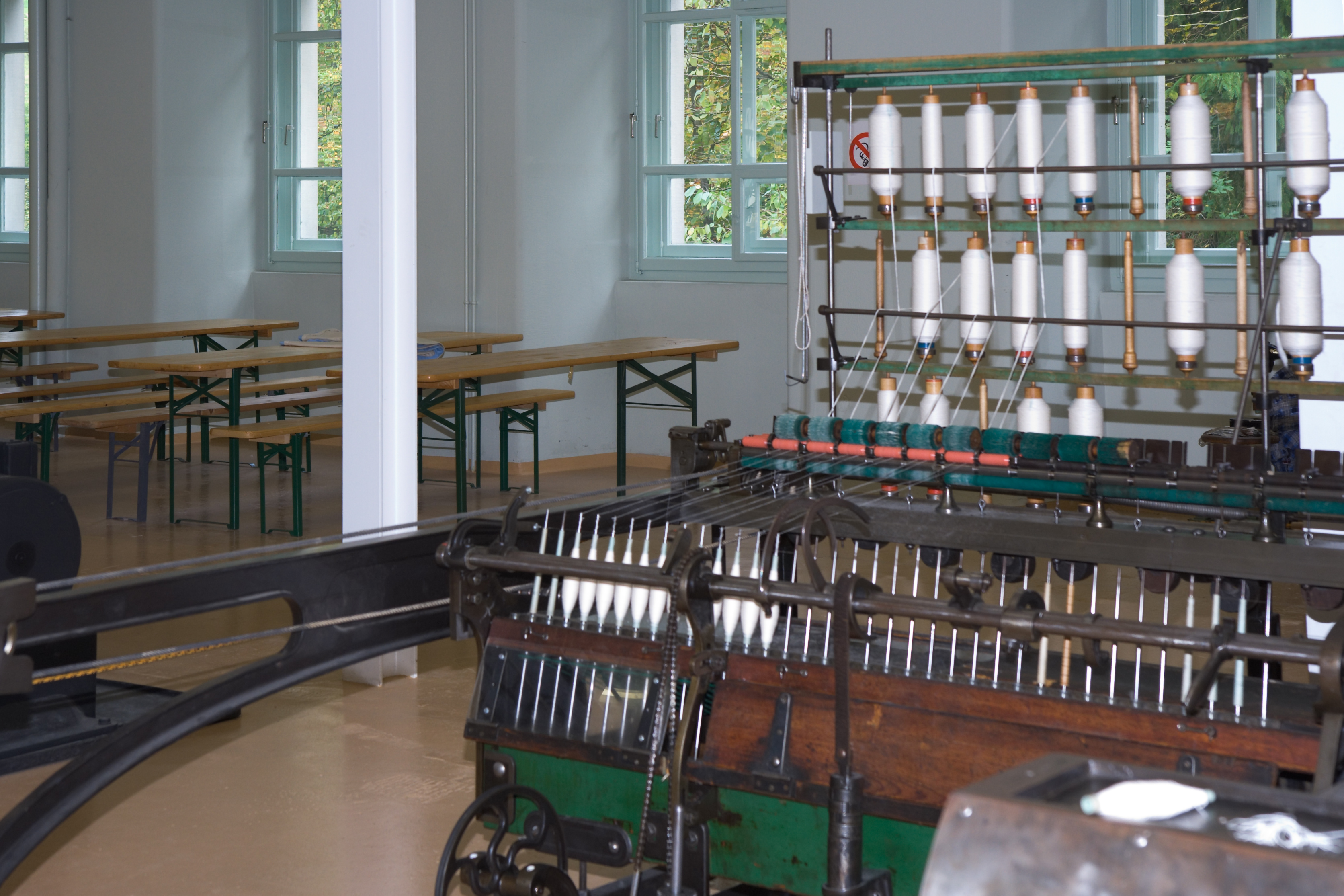
Travesía hacia interior
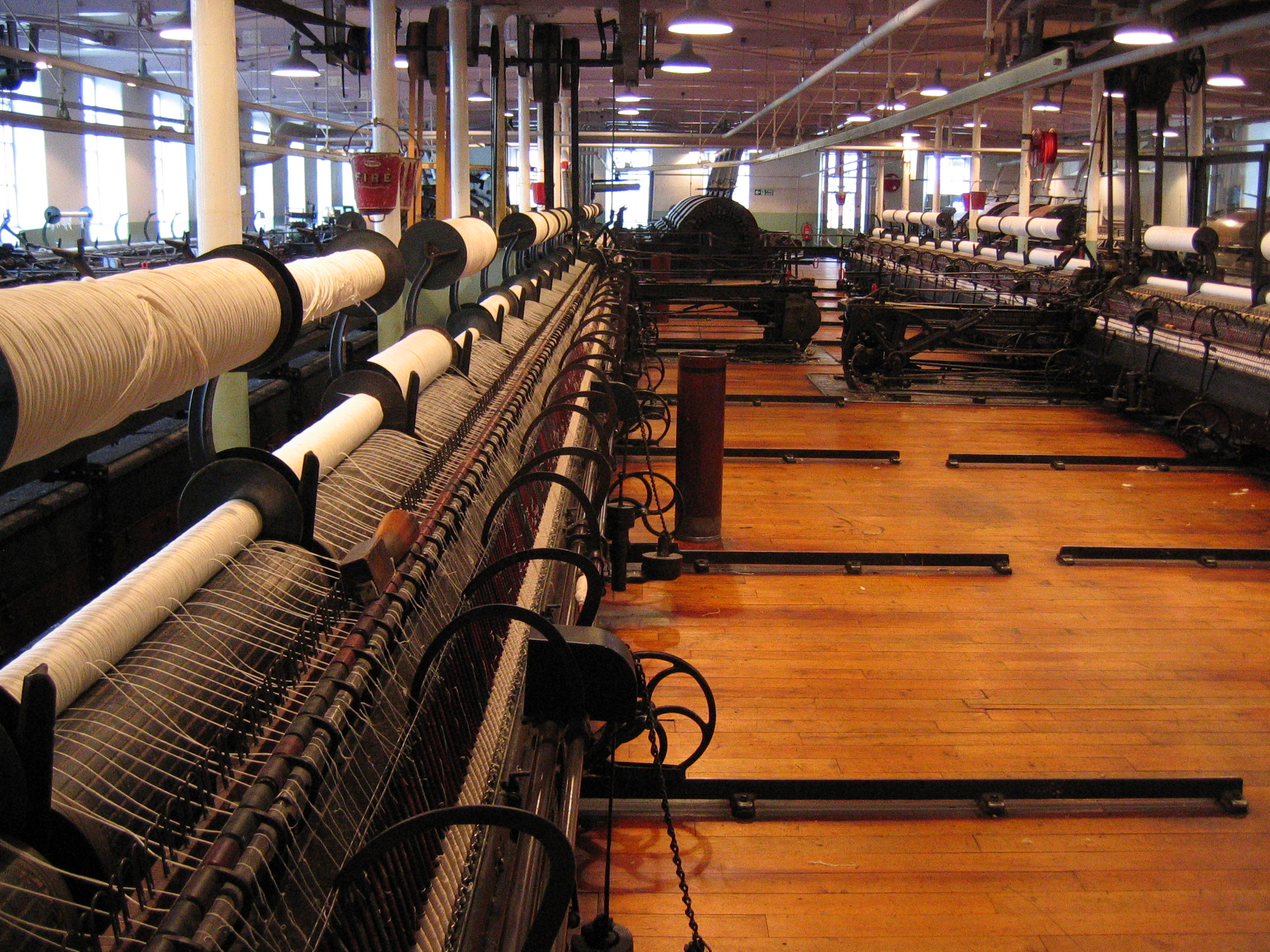
Engranaje del cable Faller
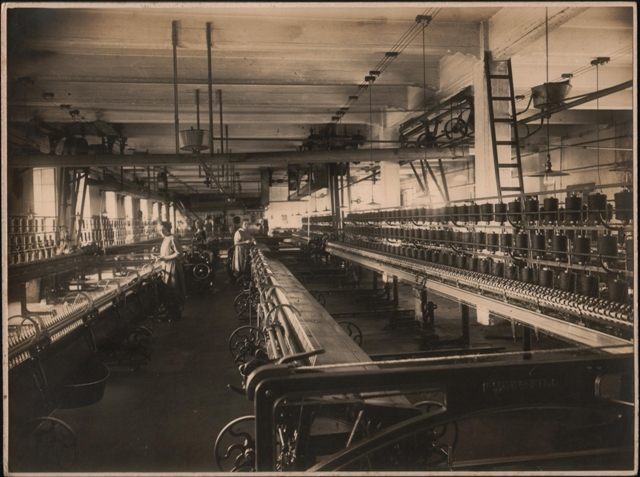
Selfactor in Vonwiller & Co., Žamberk (Imperio Austrohúngaro)

Con la invención de la automática la mula manual fue referida cada vez más como una «mula-jenny».

### Recuentos de Oldham
Los recuentos de Oldham se refieren al algodón de espesor medio que se usó para telas de uso general. Roberts no se benefició de su Spinning mule que funcionaba por sí misma, pero al expirar la patente, otras firmas realizaron desarrollos, y la 'mula' fue adaptada para los recuentos que hilaba. Inicialmente, la automática de Robert se usó para los recuentos gruesos (Oldham Counts), pero la Spinning Jenny continuó utilizándose para los recuentos más finos (recuentos de Bolton) hasta la década de 1890 y más allá.

### Recuentos de Bolton
Bolton se especializó en algodón fino, y sus 'mulas' corrieron más lentamente para dar un giro extra. La Spinning Jenny permitió esta acción más suave, pero en el siglo XX se agregaron mecanismos adicionales para que el movimiento fuera más suave, lo que dio lugar a 'mulas' que usaban dos o también tres velocidades de manejo. Los recuentos finos, necesitaban una acción más suave al devanado en el enrollado, y dependían del ajuste manual para conseguir un resultado perfecto.

### Mulas de lana
La lana hilada era muy diferente: el material básico se torció naturalmente y se adhirió fácilmente a otros materiales también básicos. El hilo se pudo agrupar presionando fibras cortas que antes se hubieran considerado demasiado cortas para hilar si se tratara de algodón. La 'mula' podía ser mucho más simple en su construcción.

### Condensador

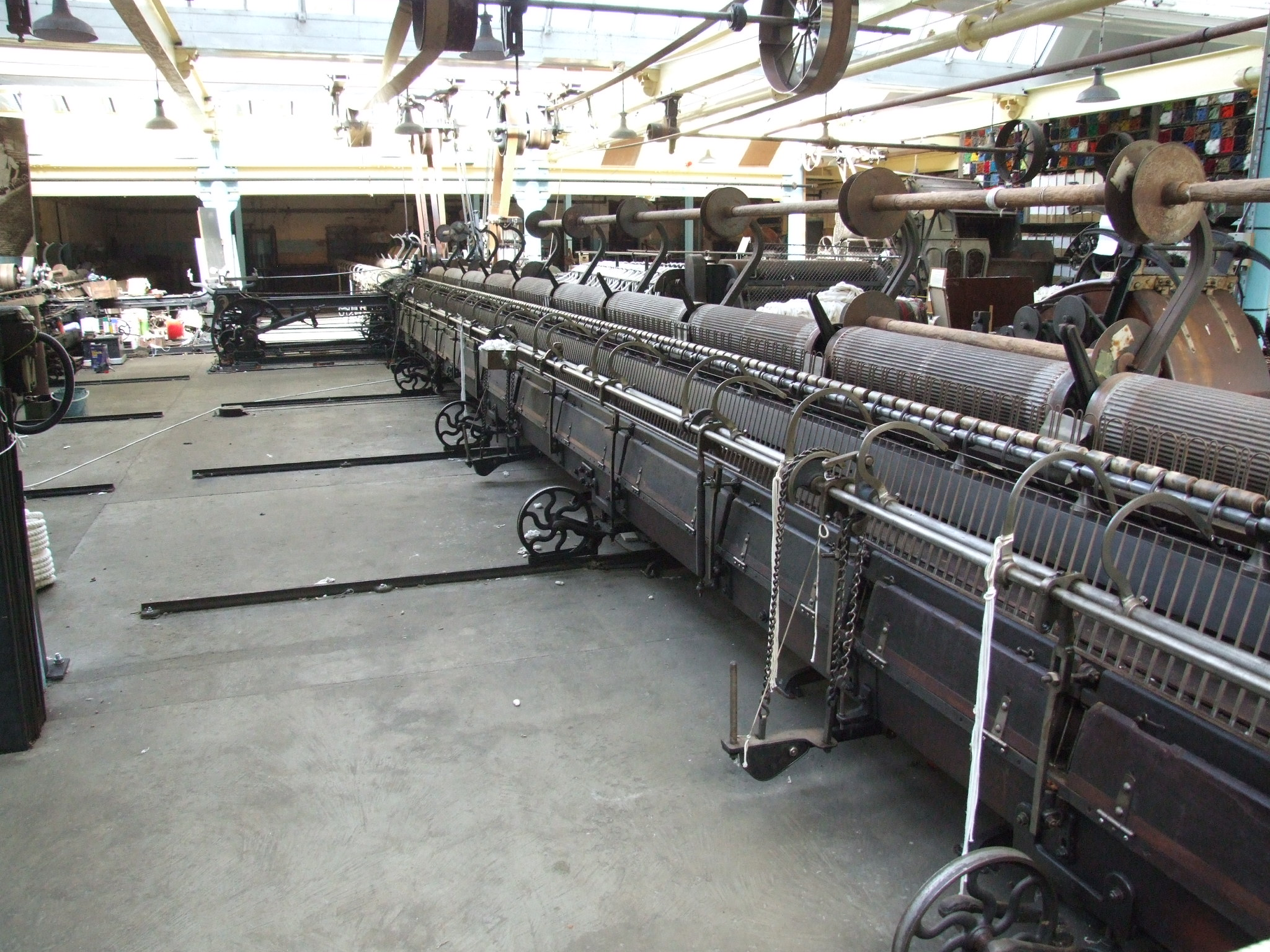
Un par de mulas Condenser.

Estas 'mulas' Condenser, tienen 741 husos, estando cortados desde 41 m, 1.122 husos solían tener hasta el 24 de septiembre de 1974, cuando fueron retirados de Elk Mill, Royton.
La 'mula' fue construida por Platt Brother, de Oldham el 1927 para Elk, la última hilatura construida.
La hilada de condensador o el hilado de desechos de algodón es similar a la hilatura de la lana, y las 'mulas' también son similares. Helmshore Mills era una hilatura de desechos.

### Uso actual
Las 'mulas' todavía se usan para hilar lana y alpaca, y se producen por todo el mundo. En Italia, por ejemplo, para Bigagli, y Cormatex.

## Funcionamiento
Los ejes de una 'mula' descansan en un carro que viaja en una pista a una distancia de 1.5 m, mientras estira y hace girar el hilo. En el viaje de vuelta, conocido como colocación, y a medida que el carro vuelve a su posición original, el hilo acabado de hilar se enrolla en un pequeño huso en forma en forma de cono. A medida que el pequeño huso de la 'mula' se desplaza sobre su carro, el paquete de fibra que hace girar alimenta a través de rodillos orientados en diferentes velocidades para extraer el hilo.
Marsden en 1885 describió los procesos de instalación y operación de una 'mula'. Aquí está su descripción, editada escuetamente:
- La cesta contiene bobinas con madejas de hilo. Los copos se pasan a través de pequeños cables de guía y entre los tres pares de rodillos de tracción.
- El primer par agarra al copo, para extraer la mecha o el fragmento de la bobina, y lo entrega al siguiente par.
- El movimiento del par medio es ligeramente más rápido que el primero, pero únicamente lo suficiente como para mantener el metraje uniformemente tenso.
- El par frontal, que corre mucho más rápido, atenúa el desplazamiento, por lo que es igual en todas partes.

La conexión se establece entre los copos atenuados y los husos. Cuando este último está desnudo, como en una nueva 'mula', el movimiento de giro del huso se pone en marcha, y los asistentes enrollan sobre cada huso una pequeña longitud de hilo con la mano. El movimiento del rodillo de estiramiento se coloca en marcha, y los rodillos pronto presentan longitudes de desplazamiento atenuado. Estos se unen a los hilos en los husos, simplemente colocando los hilos en contacto con la mecha no retorcida. Las diferentes partes de la máquina se inician simultáneamente, cuando todo funciona en armonía.
Los rodillos posteriores extraen la astilla de las bobinas y la pasan a los pares sucesivos, las velocidades diferenciales de los que la llevan al grado requerido de fineza. A medida que se entrega en el frente, los husos, girando a una velocidad de 6000 a 9000 rpm tuercen las fibras hasta ahora juntas, formando así un hilo.

## Càncer de Spinning Mule
Alrededor de 1900 hubo una alta incidencia de cáncer de escroto detectado en antiguos hilanderos de 'mulas'. Estaba limitado a los que trabajaban con algodón y no afectaba a los de 'mulas' de lana o condensadores.

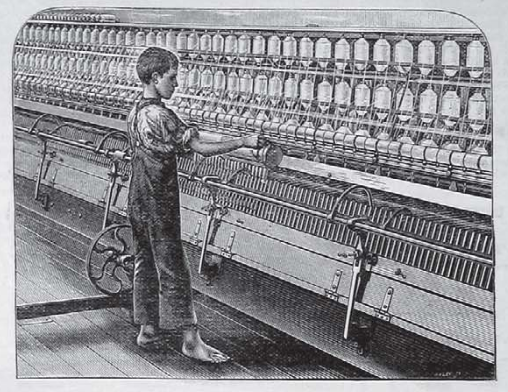
Niño en un telar industrial en 1892.

La causa se atribuyó a la mezcla de aceites vegetales y minerales utilizados para lubricar los husos. Los husos, en marcha, arrojaban una niebla de aceite a la altura de la entrepierna de los trabajadores, que era capturada por la ropa de cualquiera que estuviera rematando el trabajo. En la década de 1920, se prestó mucha atención a este problema. Las mulas habían usado esta mezcla de aceites desde la década de 1880, y las de algodón marchaban más rápido y más calientes que otras, por lo que necesitaban un lubricante más frecuente. La solución era convertirse en un requisito legal el uso de aceite vegetal o aceites minerales blancos, que se creía que no eran cancerígenos. Entonces, las mulas de algodón fueron reemplazadas y la industria se estaba contrayendo, por lo que nunca se estableció si estas medidas fueron efectivas.